# 源範円
範円（範圓、はんえん）または源 範円（源 範圓、みなもと の はんえん）は、平安時代末期から鎌倉時代にかけての僧侶。源義朝の六男の源範頼の嫡男。

## 生涯
父の範頼は武蔵国横見郡吉見郷（現在の埼玉県比企郡吉見町）を領して吉見御所と尊称されていた。建久4年（1193年）、範頼は謀反の疑いで伊豆国に流されるが、『尊卑分脈』『吉見系図』などによると、範頼の次男の範円と三男の源昭（げんしょう）が外曾祖母である比企尼の嘆願により助命され、いずれも出家した。範円は横見郡吉見庄を分与され、範円の子である吉見為頼に至って吉見を名字とし、子孫は御家人として存続し吉見氏と称したという。